# Forgotten (film, 1933)
Pour les articles homonymes, voir Forgotten.
Pour plus de détails, voir Fiche technique et Distribution.
Forgotten est un film américain réalisé par Richard Thorpe, sorti en 1933.

## Synopsis
Papa Strauss est veuf et vit avec sa fille Lena et ses fils Louis et Hans dans le Lower East Side à New York. Au fil des ans, sa teinturerie lui apporte la richesse. Ses fils se marient avec des arrivistes et forment rapidement des plans pour profiter de l'entreprise familiale. Lena est amoureuse de Joseph Meyers, un pauvre chimiste. Alors que Lena doit se rendre dans l'Ouest, les fils Strauss et leurs femmes poussent Papa à prendre sa retraite. Il se retrouve alors dans un foyer pour vieux et ne reçoit la visite de ses fils qu'une fois par semaine. À son retour à New York, Lena prend son père chez elle. Avec Lena et Joseph, Papa développe une nouvelle affaire grâce à un nouveau procédé breveté par Joseph. Après que ses fils se voient obligés de fusionner avec leur principal concurrent, Papa leur révèle qu'il est ce concurrent et la famille est de nouveau réunie. 

## Fiche technique
- Titre original : Forgotten
- Réalisation : Richard Thorpe
- Scénario : Harry Sauber
- Costumes : Vera West
- Photographie : M.A. Anderson
- Son : Pete Clark
- Montage : Vera Wade
- Production : George R. Batcheller
- Société de production : Invincible Pictures Corporation
- Société de distribution : Chesterfield Motion Pictures Corporation
- Pays d'origine :  États-Unis
- Langue originale : anglais
- Format : noir et blanc — 35 mm — 1,37:1 — son Mono
- Genre : Comédie dramatique
- Durée : 65 minutes
- Date de sortie :
  - États-Unis : 15 février 1933
- Licence : Domaine public

## Distribution
- Lee Kohlmar : Papa Strauss
- June Clyde : Lena Strauss
- William Collier Jr. : Joseph Meyers
- Leon Ames : Louis Strauss
- Selmer Jackson : Hans Strauss
- Natalie Moorhead : Myrtle Strauss
- Natalie Kingston : May Strauss
- Otto Lederer : Oncle Adolph
- Tom Ricketts : M. Johnson
- Jean Hersholt Jr. : Hans Strauss, jeune
- Betty Jane Graham : Lena Strauss, enfant
- Warren Glass : Louis Strauss, enfant